# Herz-Jesu-Kirche (Łobez)
Die Herz-Jesu-Kirche ist eine römisch-katholische Pfarrkirche in der Stadt Łobez (Labes) in der Woiwodschaft Westpommern in Polen.

## Geschichte

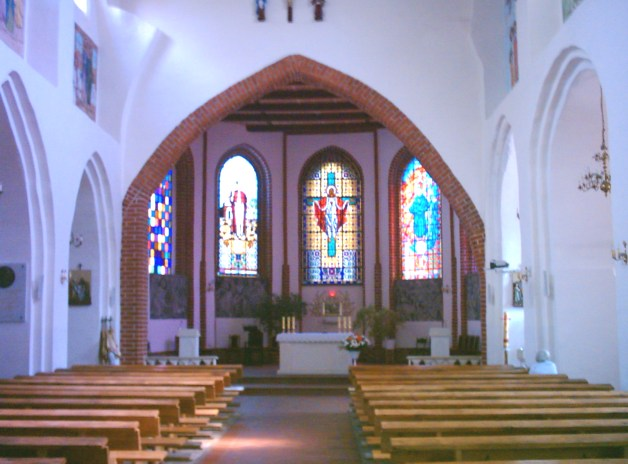
Herz-Jesu-Kirche (Blick zum Altar)

Der spätgotische Backsteinbau wurde 1389 errichtet und als St.-Marien-Kirche der Muttergottes geweiht. Mit der Einführung der Reformation im Ort 1537 wurde die Kirche evangelisch. Im Jahre 1831 erhielt die nun dreischiffige Kirche einen neogotischen Kirchturm mit einem Feldsteinsockel und einem achteckigen Turmhelm. Die Ausstattung stammte aus dem 20. Jahrhundert.
Im März 1945 wurde die Kirche schwer beschädigt, 1949 wieder aufgebaut. Als Gotteshaus der neuen polnischen katholischen Pfarrgemeinde wurde sie am 8. Oktober 1949 dem Heiligsten Herzen Jesu geweiht.

## Ausstattung
Die bemalten Chorfenster zeigen Johannes Paul II., die Kreuzigung Jesu und die Heilige Faustina. Unter den Chor-Fenstern befinden sich Bibelszenen in Sgraffito-Technik und unter den Fenstern des Hauptschiffs Freskomalereien mit Szenen aus dem Neuen Testament.

## Kirchengemeinde
Die katholische Herz-Jesu-Kirchengemeinde gehört zum Dekanat Łobez des 1972 errichteten Erzbistums Stettin-Cammin.